# Бисіна
Бисіна (пол. Bysina) — село в Польщі, у гміні Мислениці Мисленицького повіту Малопольського воєводства.
Населення — 1331 особа (2011).
У 1975—1998 роках село належало до Краківського воєводства.

## Географія
У селі бере початок річка Бисінка.

## Демографія
Демографічна структура станом на 31 березня 2011 року:
|          | Загалом | Допрацездатний вік | Працездатний вік | Постпрацездатний вік |
| -------- | ------- | ------------------ | ---------------- | -------------------- |
| Чоловіки | 684     | 167                | 461              | 56                   |
| Жінки    | 647     | 157                | 383              | 107                  |
| Разом    | 1331    | 324                | 844              | 163                  |